# Лафаєтт (округ, Флорида)
Шаблон:StateAbbr_ 29°59′ пн. ш. 83°11′ зх. д. / 29.99° пн. ш. 83.18° зх. д.
Округ Лафаєтт (англ. Lafayette County) — округ (графство) у штаті Флорида, США. Ідентифікатор округу 12067.

## Історія
Округ утворений 1853 року.

## Демографія
За даними перепису 2000 року загальне населення округу становило 7022 осіб, усе сільське. Серед мешканців округу чоловіків було 4200, а жінок — 2822. В окрузі було 2142 домогосподарства, 1591 родин, які мешкали в 2660 будинках. Середній розмір родини становив 3,06.
Віковий розподіл населення поданий у таблиці:
| Стать    | До 15 років | 15-21 | 22-29 | 30-39 | 40-49 | 50-65 | 65-85 | Понад 85 |
| -------- | ----------- | ----- | ----- | ----- | ----- | ----- | ----- | -------- |
| Чоловіки | 672         | 406   | 745   | 845   | 562   | 573   | 378   | 19       |
| Жінки    | 568         | 267   | 259   | 376   | 379   | 501   | 401   | 71       |

## Суміжні округи
- Суванні — схід
- Гілкріст — південний схід
- Діксі — південь
- Тейлор — захід
- Медісон — північний захід